# Jacques Thébault
Pour les articles homonymes, voir Thébault.
Jacques Thébault est un acteur et directeur artistique français, né le 4 décembre 1924 à Deuil-la-Barre (Seine-et-Oise) et mort le 15 juillet 2015 à Cricquebœuf (Calvados).
Très actif dans le doublage, il était la voix française régulière d'Audie Murphy et Steve McQueen, une voix récurrente de Roy Scheider, Patrick McGoohan (Le Prisonnier) ou encore Robert Conrad (Les Mystères de l'Ouest, Les Têtes Brûlées), ainsi qu'une des voix de Christopher Lee, Paul Newman ou Clint Eastwood. Il a également doublé Jeremy Brett, l'interprète de Sherlock Holmes dans la série de Granada Télévision.
Au sein de l'animation, il était la voix du personnage Lucky Luke dans les séries d'animation de 1984 et 1991, du même nom, inspirées de la bande dessinée.

## Biographie

### Parcours
Jacques Thébault a fait quelques apparitions dans des films français, dont Le Triporteur avec Darry Cowl et à la télévision dans Les Cinq Dernières Minutes.
Cependant, c'est en prêtant sa voix à des grands noms du cinéma et de la télévision comme Steve McQueen,, Roy Scheider, Patrick McGoohan, Robert Conrad, Clint Eastwood, Humphrey Bogart (Casablanca), Paul Newman dans de nombreux westerns, Audie Murphy, Christopher Lee (L'Homme au pistolet d'or) qu'il s'est fait connaître. Pour la télévision, il a aussi fait le doublage de Bill Cosby dans le Cosby Show,,.
Sa voix grave et pleine de caractère lui permet aussi bien de doubler des personnages héroïques, cruels ou sadiques, mais également de faire des voix d'androïde, comme "Ash" du film Alien ou encore le personnage, inspiré de la bande dessinée, Lucky Luke, dans les séries d'animation de 1984 et 1991, du même nom,.
En 1990, il explique dans les bonus du DVD de la série télévisée britannique Le Prisonnier, où il a assuré la voix de Patrick McGoohan, qu'il a proposé une traduction du célèbre « Be seeing you » (qu'il est possible de traduire par « À bientôt ! ») par « Bonjour chez vous » pour la version française qui a été accepté,.
Dans les années 2000, Jacques Thébault prend sa retraite et se repose dans sa propriété normande.
En 2001, il a été pressenti pour être la voix du récitant dans Le Fabuleux Destin d'Amélie Poulain. Sa voix ayant été jugée vieillissante (révélé par Jean-Pierre Jeunet dans les bonus du DVD), il est écarté du projet et c'est finalement André Dussollier qui est choisi pour assurer la voix off.
Dans les années 1960, Jacques Thébault s'est aussi essayé à la chanson.

### Décès
Il meurt le 15 juillet 2015 d'une embolie pulmonaire, à Cricquebœuf, dans le Calvados,, à l'âge de 90 ans.

## Théâtre
- 1955 : Poppi de Georges Sonnier, mise en scène Pierre Valde, théâtre des Arts
- 1956 : Les Lingots du Havre d'Yves Jamiaque, mise en scène Jean Lanier, théâtre des Arts
- 1965 : La Putain respectueuse de Jean-Paul Sartre, mise en scène Jean Danet, Théâtre des Mathurins
- 1978 : La Brise-l'âme de Robert Pouderou, mise en scène Gilles Atlan, Théâtre de l'Œuvre
- 1980 : L'Homme au chapeau de porcelaine de Fernando Arrabal, mise en scène Gérard Hernandez, Théâtre Tristan-Bernard

## Filmographie

### Cinéma
- 1951 : Sous le ciel de Paris : figuration (non crédité)
- 1957 : Le Triporteur : un ami de Jean-Claude
- 1967 : L'Homme qui trahit la mafia : le narrateur
- 1973 : La dialectique peut-elle casser des briques ?
- 1984 : Ôte-toi de mon soleil
- 1984 : Par où t'es rentré ? On t'a pas vu sortir

### Télévision
- 1959 : La caméra explore le temps : Vivenot
- 1967 : Deslouettes père et fils
- 1974 : Les Bicots-Nègres vos voisins
- 1982 : Les Invités : le commissaire
- 1987 : Les Cinq Dernières Minutes : l'expert (épisode Mécomptes d'auteurs de Roger Pigaut)

## Doublage
Note : Les dates inscrites en italique indiquent les sorties initiales des films dont Jacques Thébault a assuré le redoublage ou le doublage tardif.

### Cinéma

#### Films
- Audie Murphy dans :
  - Le Kid du Texas (1950) : William Bonney / Billy the Kid
  - À feu et à sang (1952) : Bill Doolin / le Cimarron Kid
  - Chevauchée avec le diable (1954) : Clay O'Mara
  - Le Nettoyeur (1954) : Tom Destry
  - L'Enfer des hommes (1955) : Audie L. Murphy (caporal, sergent puis lieutenant)
  - L'Homme de San Carlos (1956) : John Philip Clum
  - Le Survivant des monts lointains (1957) :  Utica Kid (1er doublage)
  - L'Étoile brisée (1958) : Joe Maybe
  - Une balle signée X (1959) : John Gant
  - Le Diable dans la peau (1960) : Clay Santell
  - Les Sept Chemins du couchant (1960) : Sept Jones
  - Les Cavaliers de l'enfer (1961) : Banner Cole
  - Six chevaux dans la plaine (1962) : Ben Lane
  - Feu sans sommation (1964) : Clint Cooper
  - La Patrouille de la violence (1964) : Logan Keliher
  - La parole est au colt (1966) : le shérif Chad Lucas

- Steve McQueen dans :
  - Danger planétaire (1958[n 1]) : Steve Andrews
  - Hold-up en 120 secondes (1959[n 2]) :  George Fowler
  - L'enfer est pour les héros (1962) : le soldat John Reese
  - Une certaine rencontre (1963) : Rocky Papasano
  - La Dernière Bagarre (1963) : Eustis Clay
  - Nevada Smith (1966) : Max Sand / Nevada Smith
  - Bullitt (1968) : le lieutenant Frank Bullitt
  - L'Affaire Thomas Crown (1968) : Thomas Crown
  - Reivers (1969) :  Boon Hogganbeck
  - Junior Bonner, le dernier bagarreur (1972) : Junior Bonner
  - Le Guet-apens (1972) : Carter « Doc » McCoy
  - Papillon (1973) : Henri Charrière alias « Papillon »
  - La Tour infernale (1974) : le chef Michael O'Halloran (1er doublage)
  - Tom Horn (1980) : Tom Horn
  - Le Chasseur (1980) : Ralph « Papa » Thorson

- Roy Scheider dans :
  - Les Dents de la mer (1975) : shérif Martin Brody (1er doublage)
  - Le Convoi de la peur (1977) : Jackie Scanlon / Juan Dominguez
  - Les Dents de la mer 2 (1978) : shérif Martin Brody
  - Paiement cash (1986) : Harry Mitchell
  - La Maison Russie (1990) : Russell Sheriton
  - Le Festin nu (1991) : Docteur Benway
  - Romeo Is Bleeding (1993) : Don Falcone
  - L'Idéaliste (1997) : Wilfred Keeley

- Christopher Lee dans :
  - La Maison qui tue (1971) : John Reid
  - Le Manoir des fantasmes (1973[n 3]) : Dr Ian Mandeville
  - Les Trois Mousquetaires (1973) : le Comte de Rochefort
  - On l'appelait Milady (1974) : le Comte de Rochefort
  - L'Homme au pistolet d'or (1974) : Francisco Scaramanga
  - Dent pour dent (1981) : Morgan Canfield

- John Cassavetes dans :
  - Les Douze Salopards (1967) : Victor Franko
  - Rosemary's Baby (1968) : Guy Woodhouse
  - La Cible étoilée (1978) : Major Joe de Lucca
  - Furie (1978) : Ben Childress
  - Incubus (1981) : Dr Sam Cordell

- Omar Sharif dans :
  - Che ! (1969) : Le Che
  - La Vallée perdue (1971) : Vogel
  - Top Secret (1974) : le colonel Feodor Sverdlov
  - Ashanti (1979) : prince Hassan
  - Liés par le sang (1979) : Ivo Palazzi

- Arthur Kennedy dans :
  - L'Ange des maudits (1952) : Frank Haskell
  - Les Indomptables (1952) : Wes Merritt
  - Le Train de 16 h 50 (1961) : Dr Paul Kimper
  - Le Jour des apaches (1968) : Owen Forbes

- Paul Newman dans :
  - Le Gaucher (1958) : Billy the Kid
  - Ce monde à part (1959) : Anthony « Tony » Judson Lawrence / Narrateur
  - Le Plus Sauvage d'entre tous (1963) : Hud Bannon
  - La Fille à la casquette (1963) : Steve Sherman

- Terence Hill dans :
  - Le Maître de forges (1959) : Octave de Beaulieu
  - Dieu pardonne... moi pas ! (1967[n 4]) : Cat Stevens
  - Les Deux Missionnaires (1974) : Père J.
  - Pair et Impair (1978) : Johnny Firpo

- Rip Torn dans :
  - Le Roi des rois (1961) : Judas
  - Doux oiseau de jeunesse (1962) : Tom Finley, Jr.
  - Les Corrupteurs (1968) : Dano Villanova
  - Morts suspectes (1978) : Dr George

- Klaus Kinski dans :
  - Le Docteur Jivago (1965) : Kostoyed Amourski
  - Chacun pour soi (1968) : Brent / « La Blonde »
  - La Clinique sanglante (1971) : Dr Francis Clay
  - Priez les morts, tuez les vivants (1971) : Dan Hogan

- Ian Hendry dans :
  - La Colline des hommes perdus (1965) : le sergent Williams
  - L'Étoile du sud (1969) : Karl
  - Danger, planète inconnue (1969) : John Kane
  - La Loi du milieu (1971) : Eric Paice

- Christopher Plummer dans :
  - La Nuit des généraux (1967) : feldmarshall Erwin Rommel
  - Mandat d'arrêt (1968) : Sir James Quentin
  - Le Retour de la Panthère rose (1975) : Sir Charles Lytton
  - Quelque part dans le temps (1979) : William Fawcett Robinson

- Patrick McGoohan dans :
  - Destination Zebra, station polaire (1968) : David Jones
  - Un génie, deux associés, une cloche (1975) : Major Cabot
  - Transamerica Express (1976) : Roger Devereau
  - L'Évadé d'Alcatraz (1979) : le Directeur de la prison

- Humphrey Bogart dans :
  - Rue sans issue (1937[n 5]) : Hugh dit « Baby Face, Marty » ou « Martin »
  - Casablanca (1942[n 6]) : Rick Blaine
  - Tombe les filles et tais-toi (1972) : extrait de Casablanca

- Peter Weck dans :
  - Sissi (1955) : l'archiduc Charles-Louis
  - Sissi impératrice (1956) : l'archiduc Charles-Louis
  - Sissi face à son destin (1958) : l'archiduc Charles-Louis

- David Janssen dans :
  - Ne dites jamais adieu (1956) : Dave Heller
  - Les Bérets verts (1968) : George Beckworth
  - Les Naufragés de l'espace (1969) : Ted Dougherty

- Giacomo Rossi Stuart dans :
  - Le danger vient de l'espace (1958) : Stuart
  - Cinq Femmes marquées (1960) : le frère de Ljulva
  - L'Esclave de Rome (1961) : Claudio

- Elvis Presley dans :
  - Le Shérif de ces dames (1962) : Toby Kwimper
  - Un direct au cœur (1962) : Walter Gulick
  - Une rousse qui porte bonheur (1966) : Johnny

- Henry Silva dans :
  - Le Téléphone rouge (1963) : colonel Joe Garcia
  - Avec les compliments de Charlie (1979) : Vittorio Farroni
  - Virus (1980) : le général Garland

- Giuliano Gemma dans :
  - Angélique, Marquise des anges (1964) : Nicolas Merlot alias « Calembredaine »
  - Merveilleuse Angélique (1965) : Nicolas alias « Calembredaine »
  - Wanted (1967) : Gary Ryan

- Horst Frank dans :
  - F.B.I. contre l'œillet chinois (1964) : le lieutenant Leggett
  - Le Salaire de la haine (1968) : Chris Malone
  - Le Chat à neuf queues (1971) : Dr Braun

- Bradford Dillman dans :
  - Espions en hélicoptère (1968) : Luther Sebastian
  - Les Évadés de la planète des singes (1971) : Dr Lewis Dixon
  - Satan, mon amour (1971) : Bill Delancey

- Anthony Hopkins dans :
  - Un pont trop loin (1977) : le lieutenant-colonel John D. Frost
  - Changement de saisons (1980) : Adam Evans
  - Le Bounty (1984) : le lieutenant William Bligh

- David Warner dans :
  - C'était demain (1979) : Jack l'Éventreur
  - Tron (1982) : Ed Dillinger / Sark
  - Star Trek 5 : L'Ultime Frontière (1989) : St John Talbot

- Earl Holliman dans :
  - Les Ponts de Toko-Ri (1954) : Nestor Gamidge
  - Géant (1956) : Robert « Bob » Dace

- Harry Morgan dans :
  - Romance inachevée (1954) : Chummy (1er doublage)
  - Tout commença par un baiser (1959) : Charles Meriden

- Perry Lopez dans :
  - L'Aigle solitaire (1954) : Bogus Charlie
  - Taras Bulba (1962) : Ostap Bulba

- Vince Edwards dans :
  - Sur la trace du crime (1954) : Joey Langley
  - La Haine des desperados (1969) : David Galt

- Peter Graves dans :
  - La Caravane des hommes traqués (1956) : Bob Andrews
  - Un mort en pleine forme (1966) : l'officier militaire

- Chuck Hayward dans :
  - Les Grands Espaces (1958) : Rafe Hannassy
  - Le Sergent noir (1960) : capitaine Dickinson

- George Chakiris dans :
  - West Side Story (1961) : Bernardo
  - Les Demoiselles de Rochefort (1967) : Étienne

- Martin Balsam dans :
  - Le troisième homme était une femme (1961) : Steve Jackson
  - Le Dossier Anderson (1970) : Tommy Haskins

- Arthur Hill dans :
  - Le Vilain Américain (1963) : Grainger
  - Petulia (1968) : Barney

- Alec Guinness dans :
  - Le Docteur Jivago (1965) : le général Yevgraf Jivago
  - Les Comédiens (1967) : le major H. O. Jones

- John Davis Chandler dans :
  - Les Tueurs de San Francisco (1965) : James Arthur Sargatanas
  - Le Justicier de l'Arizona (1967) : Sundance

- Richard Jaeckel dans :
  - Quand parle la poudre (1965) : le shérif-adjoint Johnny Honsinger
  - Fureur apache (1972) : le sergent

- Stephen Boyd dans :
  - La Statue en or massif (1966) : Frankie Fane
  - Le Voyage fantastique (1966) : Grant

- Lloyd Bochner dans :
  - Le Point de non-retour (1967) : Frederick Carter
  - Le Détective (1968) : Dr Wendell Roberts

- Clint Eastwood dans :
  - Un shérif à New York (1968) : Walt Coogan
  - Sierra torride (1970) : Hogan

- Kevin McCarthy dans :
  - Les Quatre de l'Ave Maria (1968) : Drake
  - Monsieur le député (1992) : Terry Corrigan

- Hume Cronyn dans :
  - L'Arrangement (1969) : Arthur
  - Le Reptile (1970) : Dudley Whinner

- Robert Modica dans :
  - Les Gens de la pluie (1969) : Vinny Ravenna
  - Love Story (1970) : Dr Addison

- Robert Redford dans :
  - Willie Boy (1969) : Christopher Cooper
  - L'Ultime Randonnée (1970) : Big Halsy Knox

- Ian McShane dans :
  - La Bataille d'Angleterre (1969) : le sergent-pilote Andy
  - Un homme voit rouge (1974) : Ray Petrie

- Dabney Coleman dans :
  - Filles et show business (1969) : Harrison Wilby
  - Comment se débarrasser de son patron (1980) : Franklin M. Hart, Jr.

- Franco Nero dans :
  - Compañeros (1970) : Yodlaf Peterson
  - Keoma (1976) : Keoma

- G.D. Spradlin dans :
  - Les Charognards (1971) : Sam Bayard
  - Meurtres en direct (1982) : Philindross

- Hal Holbrook dans :
  - Magnum Force (1973) : le lieutenant Neil Briggs
  - Julia (1977) : Alan Campbell

- Ricardo Montalbán dans :
  - La Conquête de la planète des singes (1973) : Armando
  - Cannonball 2 (1984) : King

- Harry Guardino dans :
  - L'inspecteur ne renonce jamais (1976) : le lieutenant Bressler
  - Ça va cogner (1980) : James Beekman

- Jackie Cooper dans :
  - Superman (1978) : Perry White (1er doublage)
  - Superman 2 (1980) : Perry White

- Martin Landau dans :
  - Meteor (1979) : major general Adlon
  - Dément (1982) : Byron Sutcliff

- Kenneth Colley dans :
  - L'Empire contre-attaque (1980) : Amiral Piett
  - Le Retour du Jedi (1983) : Amiral Piett

Mais aussi :
- 1930[n 7] : À l'Ouest, rien de nouveau : Paul Baümer (Lew Ayres)
- 1936[n 8] : Le Roman de Marguerite Gautier : Baron de Varville (Henry Daniell)
- 1936[11] : Les Mondes futurs : le pilote ennemi abattu (John Clements)
- 1939 : Tarzan trouve un fils : M. Sandee Sande (Henry Wilcoxon)
- 1940[n 9] : Le Dictateur : le surintendant de l'hôpital (John Davidson)
- 1942[n 6] : Le Cygne noir : Roger Ingram (Edward Ashley)
- 1948 : La Cité sans voiles : détective Jimmy Halloran (Don Taylor)
- 1950 : Le Chevalier du stade : Tom Ashenbrunner (Hubie Kerns)
- 1950 : La Porte du diable : Lance Poole (Robert Taylor)
- 1951[n 10] : L'Homme au complet blanc : Pete (Charles Saynor) et le chauffeur du camion de l'usine Birnley[Qui ?]
- 1951 : La Chose d'un autre monde : le caporal Barnes (William Self)
- 1951 : Les Diables de Guadalcanal : le lieutenant Simmons (Adam York)
- 1952 : Scaramouche : le sergent (Jonathan Cott)
- 1952 : L'Homme tranquille : Hugh Forbes (Charles B. Fitzsimons)
- 1952 : L'Heure de la vengeance : Jan Morrell (Richard Conte)
- 1952 : Les Conducteurs du diable : le soldat John Jeyman (Jack Kelly)
- 1953 : L'Équipée sauvage : Dextro (Jerry Paris)
- 1953 : À l'assaut du Fort Clark : lieutenant Polier (Bradford Jackson)
- 1953 : L'Expédition du Fort King : lieutenant Hamilton (Russell Johnson)
- 1953 : Aventure dans le Grand Nord : Stankowski (Hal Baylor)
- 1953 : Les Rats du désert : l'opérateur des transmission (James Lilburn)
- 1953 : L'aventure est à l'ouest : le sergent Manners (Ray Bennett)
- 1953 : Le Gentilhomme de la Louisiane : George Elwood (Ron Randell)
- 1953[12] : Le Justicier impitoyable : Paul Blake (Steve Cochran)
- 1953 : Le Port des passions : Philippe Bayard (Robert Monet)
- 1953 : Stalag 17 : sergent Johnson (Peter Baldwin)
- 1954 : Johnny Guitare : Dancing Kid (Scott Brady)
- 1954 : L'Étrange Créature du lac noir : le docteur David Reed (Richard Carlson) (1er doublage)
- 1954 : Le Secret magnifique : le second mécanicien (Lee Robertsjoe)
- 1954 : Écrit dans le ciel : l'employé de l'aéroport chargé du fret (Robert Easton)
- 1954 : Les Proscrits du Colorado : Zeke Polsen (Robert 'Buzz' Henry)
- 1954 : Les Géants du cirque : le commissaire moustachu[Qui ?]
- 1955 : La Fureur de vivre : Crunch (Frank Mazzola)
- 1955 : Permission jusqu'à l'aube : Reber (Nick Adams)
- 1955 : Le Fleuve de la dernière chance : capitaine Brett Halliday (Dana Andrews)
- 1955 : Mon premier amour : Erwin Radspieler (Joachim Fuchsberger)
- 1955 : Marty : un copain de Marty (John Milford)
- 1955 : Graine de violence : Manners (Tom McKee)
- 1955[n 11] : Fort Yuma : sergent Jonas (John Hudson)
- 1955 : La Peur au ventre : le journaliste[Qui ?]
- 1955 : À l'est d'Éden : Roy (Lonny Chapman)
- 1955 : Condamné au silence : le lieutenant-colonel Herbert White (James Daly)
- 1956 : Moby Dick : Tashtego (Tom Clegg)
- 1956 : Géant : Bale Clinch (Monte Hale)
- 1956 : La Prisonnière du désert : Martin Pawley (Jeffrey Hunter)
- 1956 : Attaque : le soldat-chef de groupe[Qui ?]
- 1956 : Le Faiseur de pluie : Phil Mackey (Kenneth Becker)
- 1956[n 10] : La Vengeance de l'Indien : Bert Shipley (Michael Pate)
- 1956 : La Neige en deuil : le docteur (Richard H. Cutting)
- 1956 : Brisants humains : le capitaine Jackson (Kendell Clark)
- 1956 : Commando en Corée : le soldat Rabin (Harry Landis)
- 1956 : Le Faux Coupable : le détective Matthews (Charles Cooper)
- 1956 : L'Espion de la dernière chance : voix secondaires
- 1957 : Les Fraises sauvages : Akerman (Max von Sydow)
- 1957 : L'Homme qui tua la peur : Charlie Malik (Jack Warden)
- 1957 : L'Odyssée de Charles Lindbergh : Bud Gurney (Murray Hamilton)
- 1957 : Règlement de comptes à O.K. Corral : Virgil Earp (John Hudson)
- 1957 : Le Jugement des flèches : lieutenant Stockwell (Neyle Morrow)
- 1957 : Une arme pour un lâche : Danny (Robert F. Hoy)
- 1957 : Violence dans la vallée  (The Tall Stranger) de Thomas Carr  : Red (Adam Kennedy)
- 1957 : Mon homme Godfrey : Vincent (Jay Robinson)
- 1957 : L'Homme qui rétrécit : Robert Scott Carey (Grant Williams)
- 1957 : Le Miroir au secret : le garçon du motel[Qui ?]
- 1957[n 12] : Les Sentiers de la gloire : le Président de la Cour martiale (Peter Capell)
- 1957 : Le Virage du diable : Johnny Jargin (Larry Pennell)
- 1958 : Les Boucaniers : le capitaine McWilliams (Leslie Bradley)
- 1958 : La Forêt interdite : le narrateur (Hank Simms) et One Note (Totch Brown)
- 1958 : Bagarres au King Créole : Sal (Brian G. Hutton)
- 1958 : La Dernière Torpille : le lieutenant Burt Fisher (Paul Picerni)
- 1958 : Le vent ne sait pas lire : commandant Fenwick (Ronald Lewis)
- 1958 : Bonjour tristesse : Hubert (Jeremy Burnham)
- 1959 : Rio Bravo : Joe Burdette (Claude Akins)
- 1959 : Ben-Hur : Drusus (Terence Longdon)
- 1959 : Mirage de la vie : Frankie (Troy Donahue)
- 1959 : La Proie des vautours : le général Chao (James Hong)
- 1959 : Le Monde, la Chair et le Diable : voix d'un commentateur de bandes d'actualités télévisées[Qui ?]
- 1959 : Fais ta prière... Tom Dooley : Charlie Grayson (Jack Hogan)
- 1959 : La police fédérale enquête : Baby Face Nelson (William Phipps) et l'agent du FBI lors de l'interrogatoire de Graham[Qui ?]
- 1959 : Caltiki, le monstre immortel : Dr John Fielding (John Merivale)
- 1959 : La Grande Guerre : Mandich (Tiberio Mitri)
- 1959 : Trahison à Athènes : Dimitrios Tassos (Theodore Bikel)
- 1959 : Le Bourreau du Nevada : John « Johnny » Bishop (Jack Lord)
- 1959 : Le Confident de ces dames : le reporter-photographe Roberto Natali (Isarco Ravaioli)
- 1959 : La Mission secrète du sous-marin X-16 : le pharmacien Ash (Edd Byrnes)
- 1960 : La Princesse du Nil : Amosis (Pierre Brice)
- 1960 : Ne mangez pas les marguerites : révérend Norman McQuarry (John Harding)
- 1960 : Pollyanna : L'Éditeur (Harry Harvey)
- 1960 : Le Bal des adieux : Richard Wagner (Lyndon Brook)
- 1960 : Les Évadés de la nuit : Renato Balducci (Renato Salvatori)
- 1960 : Robin des Bois et les Pirates : le prêtre (Marco Tulli)
- 1960 : La Rançon de la peur : William « Mule » Thompson (Roger Torrey)
- 1960 : Les Aventuriers du fleuve : Pap Finn (Neville Brand)
- 1960 : La Ruée vers l'Ouest : Sol Levy (David Opatoshu)
- 1960 : Les Monstres de l'île en feu : Chuck (Paul Lukather)
- 1960 : Meurtre sans faire-part : Blake Richard (John Saxon)
- 1960 : Commando de destruction : le colonel Magnusson (Bill Quinn)
- 1960 : La Longue Nuit de 43 : Franco Villani (Gabriele Ferzetti)
- 1961 : Les Désaxés : Pierre Howland (Montgomery Clift)
- 1961 : Les Mongols : un partisan d'Igor[Qui ?]
- 1961 : Le Temps du châtiment : Zorro (Luis Arroyo)
- 1961 : Romulus et Rémus : Fabius Celere (Gianni Musy Glori)
- 1961 : Les Horaces et les Curiaces : Cluilio (Osvaldo Ruggieri)
- 1961 : Scotland Yard contre X : Charles Standish (Hugh Burden)
- 1961 : Hold-up au quart de seconde : Gus Romay (Sherwood Price)
- 1961 : Il a suffi d'une nuit : Harry Lane (John Hudson)
- 1961 : Le Secret de Monte-Cristo : le comte Boldini (Peter Arne)
- 1961 : Volupté : le détective Cobby (John Kellogg)
- 1961 : La Ballade des sans-espoir (Too Late Blues) : Shelley, le batteur (Dan Stafford)
- 1961 : La Reine des Amazones : Pirro (Rod Taylor)
- 1961 : Les Chevaliers du démon : Martin (Bill Owen)
- 1961 : Le Cercle de feu : Frank Henderson (Frank Gorshin)
- 1961 : Le Géant à la cour de Kublai Khan : Chou (Gabriele Antonini)
- 1961 : Le Roi des imposteurs : le commandant de la marine américaine (John Cliff)
- 1962 : Ponce Pilate : Simon (Dante Di Paolo)
- 1962 : Quinze jours ailleurs : Sam Ravinski (Erich von Stroheim)
- 1962 : Les Mutinés du Téméraire : premier lieutenant Scott-Padget (Dirk Bogarde)
- 1962 : Maciste en enfer : le juge Irvins Parris (Andrea Bosic)
- 1962 : Trahison sur commande : le lieutenant du patrouilleur allemand (Erik Schumann)
- 1962 : Quinze jours ailleurs : Sam Ravinski (Erich von Stroheim Jr.)
- 1962 : Le Secret des valises noires : l'inspecteur Robert Finch (Joachim Hansen)
- 1962 : Jack le tueur de géants : Jack (Kerwin Mathews)
- 1962 : Le Boucanier des îles : Cary Robinson (Italo Sain)
- 1962 : Geronimo d'Arnold Laven : lieutenant John Delahay (Adam West)
- 1962 : Un crime dans la tête : Ed Mavole (Richard Lepore)
- 1963 : Jason et les Argonautes : Acaste (Gary Raymond)
- 1963 : Après lui, le déluge : professeur Shelby Ashton (Elliott Reid)
- 1963 : Le Lion de Saint-Marc : Manrico Venier (Gordon Scott)
- 1963 : Patrouilleur 109 : lieutenant Alvin Cluster (Grant Williams)
- 1963 : Pousse-toi, chérie : le procureur de la république (Pat Harrington Jr.)
- 1964 : Zorba le Grec : Basil (Alan Bates)
- 1964 : La Terreur des Kirghiz : Lava (Claudio Scarchilli)
- 1965 : Lord Jim : l'officier français (Christian Marquand)
- 1965 : Le Témoin du troisième jour : Oliver Parsons (Roddy McDowall)
- 1965 : Les Prairies de l'honneur : capitaine Richards (Berkeley Harris) (1er doublage)
- 1965 : Le Massacre des Sioux : capitaine Frederick William Benton (Darren McGavin)
- 1965 : Darling : Miles Brand (Laurence Harvey)
- 1965 : Les Sables du Kalahari : le premier des trois gardes[Qui ?]
- 1965[n 13] : Le Californien : Rance Macklin (Jan Merlin)
- 1965 : Falstaff : le chroniqueur (Ralph Richardson)
- 1965 : La Bataille des Ardennes (Battle of the Bulge) de Ken Annakin : Scumacher (Ty Hardin)
- 1966 : Alvarez Kelly : commandant Albert Steadman (Patrick O'Neal)
- 1966 : La Baie du guet-apens : radio James Grenier (James Mitchum)
- 1966 : L'Opération diabolique : un infirmier lors de l'examen de Wilson[Qui ?]
- 1966 : Le Tour du monde sous les mers : le professeur Uji Hamaru (George Shibata)
- 1966 : Un homme pour l'éternité : le messager (Matt Zimmermann) et le narrateur
- 1966 : Duel à la vodka : Gustave (Jürgen Scheller)
- 1966 : 4 dollars de vengeance : lieutenant Roy Dexter (Robert Wood)
- 1966 : La Blonde défie le FBI : Zack « Jack » Molloy (Dick Martin)
- 1966 : Le Retour des sept : Colbee (Warren Oates)
- 1966 : L'agent Gordon se déchaîne : José Maria (Frank Liston)
- 1966 : Le Gentleman de Londres : Paul[Qui ?]
- 1967 : L'Ombre d'un géant : commandant Ram Oren (Stathis Giallelis)
- 1967 : Le Bal des vampires : le narrateur[Qui ?]
- 1967 : Loin de la foule déchaînée : sergent Francis « Frank » Troy (Terence Stamp)
- 1967 : El Chuncho : Pépito (Valentino Macchi)
- 1967 : Chantage au meurtre : le policier danois[Qui ?]
- 1967 : Trois pistolets contre César : Whity Selby (Thomas Hunter)
- 1967 : Le Dernier Face à face : Pr Brett Fletcher (Gian Maria Volontè)
- 1967 : Peter Gunn, détective spécial : Nick Fusco (Albert Paulsen)
- 1967 : Escalier interdit : Paul Barringer (Patrick Bedford)
- 1967 : Jerry la grande gueule : Moxie (Paul Lambert)
- 1967 : La Poursuite des tuniques bleues : capitaine Dorrit Bentley (George Hamilton)
- 1967 : La Vingt-cinquième Heure : le photographe (Paul Maxwell)
- 1968 : 2001, l'Odyssée de l'espace : le journaliste de World Tonight (Martin Amor)
- 1968 : Le Raid suicide du sous-marin X1 : le premier maître breveté Norman Kennedy (Carl Rigg)
- 1968 : Tuez-les tous... et revenez seul ! : capitaine Lynch (Frank Wolff)
- 1968 : Sentence de mort : Cash (Robin Clarke)
- 1968 : Syndicat du meurtre : Shelton Quell (Severn Darden)
- 1968 : Cinq Gâchettes d'or : Bill Kiowa (Montgomery Ford)
- 1968 : La Brigade du diable : soldat Theodore Ransom (Andrew Prine)
- 1968 : Le Démon des femmes : Bart Langner (Milton Selzer)
- 1968 : Police sur la ville : capitaine Ben Williams (Warren Stevens)
- 1968 : Piège à San Francisco : le jeune équipier de George[Qui ?]
- 1968 : Rachel, Rachel : Leighton Siddley (Bernard Barrow)
- 1968 : Les tueurs sont lâchés : Matt Wilson (Herbert Lom)
- 1968 : La Bataille pour Anzio : voix secondaires
- 1968 : Le Sergent : Paul (Gabriel Gascon)
- 1968 : La Bande à César : le soldat gérant le stock de véhicules militaires anciens[Qui ?]
- 1968 : Les Feux de l'enfer : deux militaires[Qui ?]
- 1968 : Un détective à la dynamite : l'avocat de Jonathan Fleming[Qui ?]
- 1968 : En pays ennemi : Frederich (Paul Hubschmid)
- 1969 : Les Souliers de saint Pierre : Peng (Burt Kwouk)
- 1969 : L'Homme le plus dangereux du monde : Commandant Benson (Alan Dobie)
- 1969 : Les Colts des sept mercenaires : Slater (Joe Don Baker)
- 1969 : La Tente rouge : Viglieri (Boris Khmelnitsky)
- 1969 : Une poignée de plombs : Père Sweeney (James O'Hara)
- 1969 : À l'aube du cinquième jour : lieutenant George Romney (Relja Basic)
- 1969 : La Jeunesse du massacre : le commissaire Lamberti (Pier Paolo Capponi)
- 1969 : La Vengeance du shérif : Jesse Boone (David Carradine)
- 1969 : Pendulum, la Nuit sans témoin : le procureur Grady Butler (Jock MacKelvie) et la voix à la radio de Police
- 1970 : De l'or pour les braves : Little Joe (Stuart Margolin)
- 1970 : Chisum : Dan Nodeen (Christopher George)
- 1970 : Catch 22 : le capitaine Alfred Aardvark (Charles Grodin)
- 1970 : Traître sur commande : Davies (Frank Finlay)
- 1970 : La Fiancée du vampire : Willie Loomis (John Karlen)
- 1970 : Patton : Freddy, un officier du maréchal Montgomery[Qui ?] / un correspondant de guerre en Sicile[Qui ?]
- 1970 : Django arrive, préparez vos cercueils : Sabbath (Charles Southwood)
- 1970 : Cromwell : Henry Ireton (Michael Jayston)
- 1970 : La Seconde Mort d'Harold Pelham : l'assistant de la bijouterie (Terence Sewards) et l'assistant de laboratoire (Charles Houston)
- 1970 : Le Cerveau d'acier : Dr Charles Forbin (Eric Braeden)
- 1970 : La Chouette et le Pussycat : Felix (George Segal)
- 1970 : Rio Lobo : shérif Hendricks (Mike Henry)
- 1970 : El Condor : l'un des trois bandits à la taverne (Charles Stalnaker)
- 1970 : L'Indien : Steve Gray (William Mims (en))
- 1970 : Monte Walsh : le médecin (Charles Tyner)
- 1970 : Tora ! Tora ! Tora ! : lieutenant-commandant Mitsuo Fuchida (Takahiro Tamura)
- 1970 : L'Exécuteur : Adam Booth (Keith Mitchell)
- 1970 : Dans les replis de la chair : un policier[Qui ?]
- 1971 : John McCabe : l'avocat (William Devane)
- 1971 : Le Corsaire noir : le vice-roi (Edmund Purdom)
- 1971 : Charlie et la Chocolaterie : l'agent du FBI (Ed Peck) (1er doublage)
- 1971 : Il était une fois la révolution : le gouverneur Don Kaime (Franco Graziosi)
- 1971 : Le Visiteur de la nuit : l'inspecteur (Trevor Howard)
- 1971 : Le Décaméron : Ser Ciappelleto de Prato (Franco Citti)
- 1971 : Confession d'un commissaire de police au procureur de la république : le speaker de la loi télévision[Qui ?]
- 1971 : Big Jake : Jeff McCandles (Bobby Vinton)
- 1971 : La Guerre de Murphy : le lieutenant Ellis (John Hallam)
- 1971 : Doc Holliday : Wyatt Earp (Harris Yulin)
- 1971 : Le Baron rouge : le baron Manfred von Richthofen (John Phillip Law)
- 1971 : Le Mystère Andromède : capitaine Morton (John Carter)
- 1971 : Le Dernier Train pour Frisco : le shérif adjoint[Qui ?]
- 1971 : Femmes de médecins : le procureur Douglas (Richard Anderson) et le pasteur (John S. Ragin)
- 1971 : Pigeon d'argile : Joe Ryan (Tom Stern)
- 1972 : Jeremiah Johnson : le narrateur (Tim McIntire)
- 1972 : Et maintenant, on l'appelle El Magnifico : Morton Clayton (Riccardo Pizzuti)
- 1972 : On m'appelle Providence : shérif Keensburg (Maurice Poli)
- 1972 : Blacula, le vampire noir : le lieutenant Peters (Gordon Pinsent)
- 1972 : Frenzy : Richard Ian « Dick » Blaney (Jon Finch)
- 1972 : Breezy : Frank Harmon (William Holden)
- 1972 : Tout ce que vous avez toujours voulu savoir sur le sexe sans jamais oser le demander : l'animateur TV (Jack Barry)
- 1972 : Ludwig ou le Crépuscule des dieux : le comte von Holstein (Umberto Orsini)
- 1972 : Abattoir 5 : voix traduisant les dates et lieux d'action
- 1972 : Carnage : voix off de divers médias
- 1972 : Juge et Hors-la-loi : Whorehouse Lucky Jim (Steve Kanaly)
- 1972 : Viol en première page : Lauri (Jacques Herlin)
- 1973 : Soleil vert : gouverneur Santini (Whit Bissell)
- 1973 : L'Épouvantail : le médecin (Charles Noel)
- 1973 : L'Homme des hautes plaines : Stacey Bridges (Geoffrey Lewis)
- 1973 : L'Exorciste : Burke Dennings (Jack MacGowran) (1er doublage)
- 1973 : Opération Dragon : Han (Shih Kien)
- 1973 : American Graffiti : voix d'un journaliste radio
- 1973 : Don Angelo est mort : Frank (Robert Forster)
- 1973 : La Bataille de la planète des singes : Mendez (Paul Stevens)
- 1973 : Odyssée sous la mer : Bob Cousins (Donnelly Rhodes)
- 1973 : Scorpio : Mitchell (William Smithers)
- 1973 : Le Fauve : Edward J. Hume (Roy Weyand)
- 1973 : Un flic hors-la-loi : le représentant de la pègre marseillaise[Qui ?] et un chef de la Camorra[Qui ?]
- 1973 : Le Témoin à abattre : l'avocat de griva (Eduardo Biagetti)
- 1973 : Le Piège : Ronald Slade (Ian Bannen)
- 1974[n 14] : Massacre à la tronçonneuse : le narrateur (John Larroquette) (1er doublage)
- 1974 : 747 en péril : voix du pilote de l'avion de chasse[Qui ?]
- 1974 : Un silencieux au bout du canon : voix du présentateur TV
- 1974 : Le Parrain 2 : voix du commentateur du match TV (1er doublage)
- 1974 : Yakuza : Ken Tanaka (Ken Takakura)
- 1974 : Le Retour du dragon[13] : Quentin Crane (Charles Bateman)
- 1975 : L'Évadé : Jay Wagner (Robert Duvall)
- 1975 : Un après-midi de chien : Sheldon (James Broderick)
- 1975 : Doc Savage arrive : Juan Lopez Morales (Michael Berryman)
- 1975 : Adieu ma jolie : l'imprésario[Qui ?]
- 1975 : Les Aventuriers du Lucky Lady : Charley (William Bassett)
- 1975 : Mandingo : un homme de main de Wallace[Qui ?]
- 1976 : Les Hommes du président : voix de Clark MacGregor et du reporter[Qui ?]
- 1976 : King Kong : employé municipal (John Agar)
- 1976 : Le Dernier des géants : Jack Pulford (Hugh O'Brian)
- 1976 : Marathon Man : le journaliste TV (Tom Ellis)
- 1976 : Complot de famille : Parson (Alexander Lockwood)
- 1976 : Centre terre, septième continent : Ra (Cy Grant)
- 1976 : La Bataille de Midway : Lt. Cmdr. Maxwell F. Leslie (Monte Markham)
- 1976 : Le Pirate des Caraïbes : Willard Culverwell (Kip Niven)
- 1977 : The Greatest : l'avocat de Mohamed Ali (Paul Winfield)
- 1977 : Un espion de trop : voix du reporter radio[Qui ?]
- 1977 : Les Naufragés du 747 : le pilote de l'aéronaval 5[Qui ?] et le lieutenant avec les jumelles[Qui ?]
- 1977 : MacArthur, le général rebelle : un soldat procédant à l'identification des corps[Qui ?]
- 1977 : Rage : Lloyd Walsh (Roger Periard)
- 1977 : Un risque à courir : le colonel Albert Pahler (Marius Weyers)
- 1978 : Halloween, la nuit des masques : le docteur Terence Wynn (Robert Phalen)
- 1978[n 15] : Zombie : le docteur Foster (David Crawford)
- 1978 : Ces garçons qui venaient du Brésil : Lofquist (Wolfgang Preiss)
- 1978 : La Fureur du danger : le docteur (Richard Tyler)
- 1978 : Intérieurs : une voix à la télévision
- 1978 : L'Inévitable Catastrophe : le maire Clarence Tuttle (Fred MacMurray)
- 1978 : Le Jeu de la puissance : colonel Raymond Kasai (Joe Granik)
- 1978 : Americain Party : le narrateur
- 1978 : Drôle d'embrouille : Scott (Bruce Solomon)
- 1978 : Mon nom est Bulldozer : l'officier commentateur du match (Carlo Reali)
- 1978 : Le ciel peut attendre : un membre du conseil d'administration[Qui ?]
- 1978 : L'Argent de la banque : détective Willard (Ken Pogue)
- 1978 : Un mariage : Jeff Kuykendall (John Considine)
- 1978 : Graffiti Party : le prêtre (Ollie O'Toole)
- 1979 : Apocalypse Now : voix de l'animateur radio[Qui ?] (1er doublage)
- 1979 : Alien : Le Huitième Passager : officier Ash (Ian Holm)
- 1979 : Bienvenue Mister Chance : docteur Robert Allenby (Richard Dysart)
- 1979 : Qui a tué le président ? : Joe Diamond (Eli Wallach)
- 1979 : Le Trou noir : docteur Hans Reinhardt (Maximilian Schell)
- 1979 : Agatha : lord Brackenbury (Alan Badel)
- 1979 : Le Champion : Whitey (Allan Miller (en))
- 1979 : Les Muppets, le film : le propriétaire de l'El Sleezo (James Coburn)
- 1979 : L'Exterminateur : Kip Moore (Perry King)
- 1979 : L'Enfer des zombies : Peter West (Ian McCulloch)
- 1979 : Violences sur la ville : le sergent Doberman (Harry Northup)
- 1979 : Les Vampires de Salem : Dr Bill Norton (Ed Flanders)[14]
- 1980 : Flash Gordon : le général Klytus (Peter Wyngarde)
- 1980 : Kagemusha, l'Ombre du guerrier : un membre du conseil[Qui ?]
- 1980 : Fame : M. C. (Richard Belzer)
- 1980[n 15] : Les dieux sont tombés sur la tête : voix du journaliste radio[Qui ?]
- 1980 : Bronco Billy : Dr Cantebury (Woodrow Parfrey)
- 1980 : American Gigolo : le sénateur Charles Stratton (Brian Davies)
- 1980 : La Chasse : docteur Rifkin (Barton Heyman)
- 1980 : Vendredi 13 : le docteur (Ken L. Parker)
- 1980 : La Guerre des abîmes : capitaine Joe Burke (J. D. Cannon)
- 1980 : Le Lion du désert : le colonel Sarsini (Adolfo Lastretti)
- 1980 : Cabo Blanco : Dr Rudolfo Ramirez (Gilbert Roland)
- 1980 : L'Impossible Témoin : Jack Scolese (Robert Viharo)
- 1980 : Réaction en chaîne : Gray (Ralph Cotterill)
- 1981 : Outland : voix de Velos, l'interlocuteur de Sheppard[Qui ?]
- 1981 : Bandits, bandits : Kenny Lange, l'animateur TV (Jim Broadbent)
- 1981 : Meurtre au soleil : Capitaine Kenneth Marshall (Denis Quilley)
- 1981 : Lola, une femme allemande : voix du journaliste  radio
- 1981 : Le Chinois : Herbert (Mako)
- 1981 : Blow Out : Freddie Corso (Luddy Tramontana)
- 1981 : Lili Marleen : Aaron (Gottfried John)
- 1981 : Deux filles au tapis : Chick Hearn (Lui-même)
- 1982 : Conan le Barbare : le prêtre (Jack Taylor)
- 1982 : Blade Runner : Dr Eldon Tyrell (Joe Turkel)
- 1982 : 48 heures : Alan Green (Jonathan Banks)
- 1982 : Banana Joe : le sergent Martino (Giorgio Bracardi) et l'homme de la publicité[Qui ?]
- 1982 : Y a-t-il enfin un pilote dans l'avion ? : voix de l'ordinateur ROK (Ken Finkleman)
- 1982 : Frances : Harold Clurman (Jordan Charney)
- 1982 : Hammett : Fong Wei Tau (Michael Chow)
- 1982 : L'Homme de la rivière d'argent : Henry Craig (Terence Donovan)
- 1982 : Commando : le secrétaire d'État Currie (Richard Widmark)
- 1983 : Scarface : le journaliste TV (Mario Machado)
- 1983 : Dead Zone : Roger Stuart (Anthony Zerbe)
- 1983 : Wargames : agent Nigan (James Tolkan)
- 1983 : Cujo : voix additionnelles
- 1983 : La Forteresse noire : le major Kaempffer (Gabriel Byrne)
- 1983 : La Nuit des juges : le juge Archer (Ronin Gammell)
- 1983 : Doctor Detroit : Smooth Walker (Howard Hesseman)
- 1983 : Metalstorm : La Tempête d'acier : Jared-Syn (Mike Preston)
- 1983 : Vigilante : Eisenberg (Joe Spinell)
- 1984 : Une défense canon : Frank Joyner (Peter Michael Goetz)
- 1985 : Remo sans arme et dangereux : George Grove (Charles Cioffi)
- 1988 : Veuve mais pas trop : Tony « Tiger » Russo (Dean Stockwell)
- 1990 : L'Exorciste, la suite : le père Paul Morning (Nicol Williamson)
- 1993 : Le Concierge du Bradbury : Milton Glickman (Fyvush Finkel)
- 1997 : Boogie Nights de Paul Thomas Anderson : le colonel James (Robert Ridgely)
- 1999 : Le Célibataire : Sid Gluckman (Edward Asner)

#### Films d'animation
- 1965 : Sur la piste de l'Ouest sauvage : Johnny
- 1983 : Les Dalton en cavale : Lucky Luke
- 1987 : Le Pacha et les Chats de Beverly Hills : James le chauffeur

### Télévision

#### Téléfilms
- Robert Conrad dans :
  - Le Retour des Mystères de l'Ouest (1979) : le capitaine James T. West
  - Encore plus de Mystères de l'Ouest (1980) : le capitaine James T. West
  - Le Cinquième Missile (1986) : le commandant Mark Van Neer
  - Assassin (1986) : Henry Stanton

- 1968 : Ombre sur Elveron : Dr Matthew Tregaskis (James Franciscus)
- 1971 : Duel : un candidat à la radio (1er doublage)
- 1976 : Victoire à Entebbé : le 1er ministre Yitzhak Rabin (Anthony Hopkins)
- 1978 : Au temps de la guerre des étoiles : l'instructeur Amorphien (Harvey Korman)
- 1978 : Terreur dans le ciel : David Martin (Efrem Zimbalist Jr.)

#### Séries télévisées
- Patrick McGoohan dans :
  - Destination Danger (1960-1968) : John Drake
  - Le Prisonnier (1967-1968) : Numéro 6
  - Columbo (1974) : le colonel Lyle C. Rumford (saison 4, épisode 28 : Entre le crépuscule et l'aube)
  - Columbo (1975) : Nelson Brenner (saison 5, épisode 34 : Jeu d'identité)
  - Columbo (1990) : Oscar Finch (saison 9, épisode 52 : Votez pour moi)
  - Columbo (1998) : Eric Prince (saison 16, épisode 67 : En grandes pompes)

- Robert Conrad dans :
  - Les Mystères de l'Ouest (1965-1969) : James West
  - Adventures of Nick Carter (1972) : Nick Carter
  - Columbo (1974) : Milo Janus (saison 4, épisode 26 : Exercice fatal)
  - Les Têtes brûlées (1976-1978) : le major Greg « Pappy » Boyington
  - Colorado (1978-1979) : Pasquinel
  - Sloane, agent spécial (1979) : Thomas Sloane

- Robert Culp dans :
  - Columbo (1972) : Paul Hanlon (saison 2, épisode 12 : Le Grain de sable)
  - Columbo (1973) : Dr Bart Kepple (saison 3, épisode 21 : Subconscient)
  - Columbo (1990) : Jordan Rowe (saison 10, épisode 56 : Criminologie appliquée)

- Dans Columbo : 
  - Alex Benedict (John Cassavetes) (1972 - saison 2, épisode 10 : Symphonie en noir)
  - Emmet Clayton (Laurence Harvey) (1973 - saison 2, épisode 16 : Match dangereux)
  - Dexter et Norman Paris (Martin Landau) (1975 - saison 2, épisode 17 : Double Choc)
  - Army Archerd (lui même) (1978 - saison 5, épisode 32 : La Femme oubliée)
  - Vincent Pauley (Albert Paulsen) (1990 - saison 7, épisode 45 : Des sourires et des armes)
  - Hugh Creighton (Dabney Coleman) (1991 - saison 10, épisode 58 : Jeux d'ombres)

- Dans Inspecteur Derrick : 
  - Alexander Rudow (Peter Bongartz (de)) (1983 - ép. 102 : L'Intrus)
  - Günter Hauser (Udo Vioff (de)) (1984 - ép. 113 : Sacrifice inutile)
  - le professeur Reichel (Michael Heltau (de)) (1990 - ép. 193 : Relation rompue)
  - Andreas Heine (Michael Gwisdek) (1993 - ép. 223 : Un papa modèle)
  - Hugo Zeller (Klausjürgen Wussow) (1994 - ép. 238 : Le visage derrière la vitre)

- Dans Hercule Poirot
  - Benedict Farley / Hugo Cornworthy (Alan Howard (en)) (1989 - épisode 10 : Le Songe)
  - Andrew Marsh (Mark Kingston (en)) (1993 - épisode 37 : L'Affaire du testament disparu)

- Dans Arabesque :
  - Harry McGraw (Jerry Orbach) (1985-1991, 6 épisodes)
  - Alan Forsythe (Ken Swofford) (1992 - saison 9, épisode 9)

- Dans Le Renard :
  - 1977 : Beier (Udo Thomer (de)) (Saison 1, épisode 2 : Jack Braun)
  - 1981 : Ohlbeck (père) (Klaus Höhne) (Saison 5, épisode 6 : L'inconnu)
  - 1983 : Theo Kundler (Karl-Heinz Vosgerau) (Saison 7, épisode 1 : La piste d'un invisible)
  - 1984 : Werner Greve (Klausjürgen Wussow) (Saison 8, épisode 7 : L'évasion)
- 1958-1961 : Au nom de la loi : Josh Randall (Steve McQueen)
- 1959-1963 : Les Incorruptibles : le narrateur (Walter Winchell)
- 1959-1965[n 16] : Rawhide : Rowdy Yates (Clint Eastwood)
- 1965 : Chapeau melon et bottes de cuir : Jarvis (John Cater) (saison 4, épisode 3 : Mort en magasin)
- 1965-1971 : Les Arpents verts : Hank Kimball (Alvy Moore)
- 1965-1974 : Sur la piste du crime : Lewis Erskine (Efrem Zimbalist Jr.)
- 1966-1967 : Le Frelon vert : Quentin Crane (Charles Bateman)
- 1967 : Hondo : Hondo Lane (Ralph Teager)
- 1967 : Les Envahisseurs : Paul Cook (Kevin McCarthy) (saison 2, épisode 3)
- 1968 : Les Envahisseurs : David Vincent (Roy Thinnes) (saison 2, épisodes : Les Défenseurs et La Rançon - en remplacement de Dominique Paturel)
- 1973-1978 : Kojak : inspecteur Bobby Crocker (Kevin Dobson)
- 1974 : La Planète des singes : Dr Malhtus (Harry Townes)
- 1975 : Starsky et Hutch : Carter (James Karen)
- 1976-1977 : Isaura : Francisco (Isaac Bardavid)
- 1977 : Racines : Evan Brent (Lloyd Bridges)
- 1981 : Masada : le général Peter O'Toole (Lucius Flavius Silva)
- 1981-1983 : Les Brigades du Tigre : le narrateur
- 1983 : L'Agence tous risques : Chuck Easterland (Stuart Whitman) (saison 1, épisode 9) et le général Bullen (Walter Brooke) (saison 2, épisodes 5 et 6)
- 1984-1992 : Cosby Show : D. Heathcliff « Cliff » Huxtable (Bill Cosby)
- 1984-1994 : Sherlock Holmes : Sherlock Holmes (Jeremy Brett)
- 1985-1989 : La Clinique de la Forêt-Noire : le professeur Klaus Brinkmann (Klausjürgen Wussow)
- 1986 : La Griffe du destin : Karl Von Eidenfeld (Steven Berkoff)

#### Séries d'animation
- 1984 : Lucky Luke : Lucky Luke
- 1991 : Lucky Luke : Lucky Luke

#### Publicité
- Canada Dry (1974, 1976, 1978) : dans chaque spot, la police de la prohibition surprend la pègre, mais tous ces messieurs ne boivent que du Canada Dry

### Direction artistique

#### Cinéma

##### Films
- 1980 : Le Chasseur
- 1983 : Scarface
- 1983 : Surexposé
- 1984 : Le Bounty
- 1994 : Jack l'Éclair